# Vought F4U

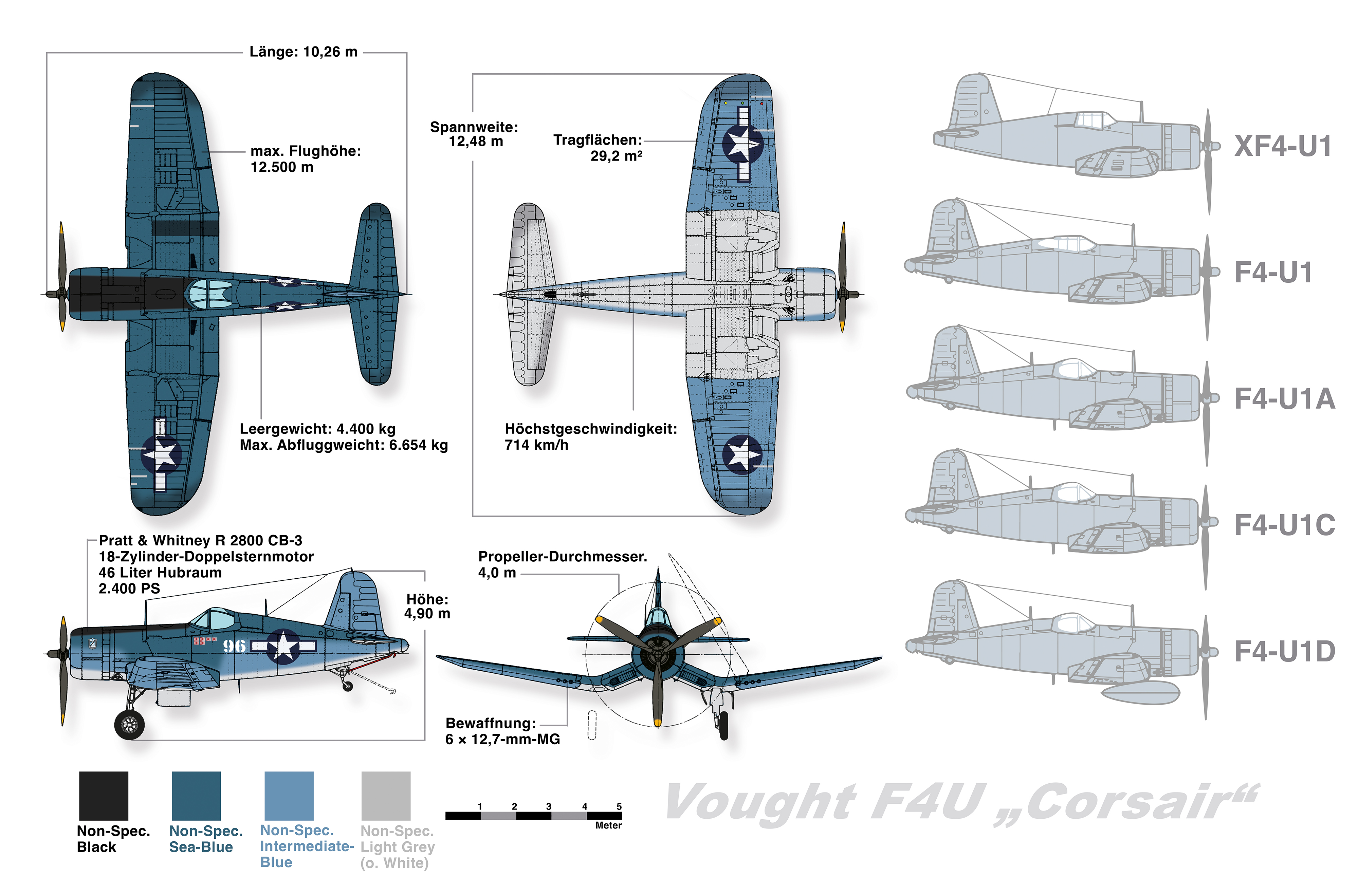
Werkseitige Standard-Lackierung der Vought F4U Corsair bei der US-Navy (ca. 1943)

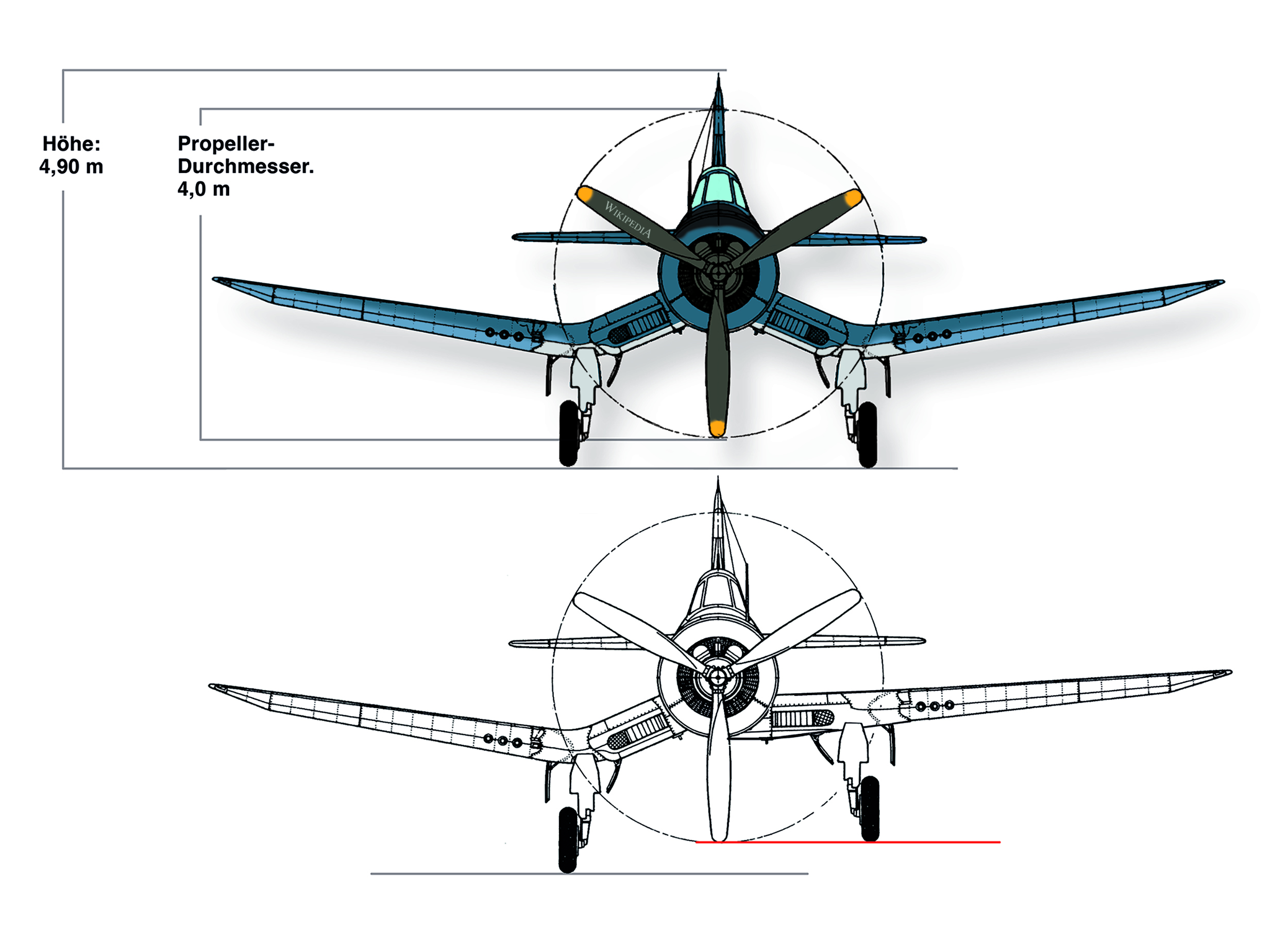
Grafische Erklärung des Grundes für die Anwendung des Knickflügel-Prinzips. Anmerkung: Die rechte Tragfläche in der unteren Planskizze ist fiktiv.

Die Vought F4U „Corsair“ war ein Kampfflugzeug des US-amerikanischen Herstellers Vought-Sikorsky Aircraft (ab 1942 Vought Aircraft). Im Zweiten Weltkrieg wurde der einmotorige Tiefdecker mit den charakteristischen Knickflügeln im Pazifikkrieg als Trägerflugzeug beim US Marine Corps sowie bei der US Navy eingesetzt. Von 1940 bis 1953 wurden 12.581 Maschinen in verschiedenen Varianten gebaut.
Die Corsairs fanden noch im Koreakrieg Verwendung, ebenso bei den französischen Marinefliegern in den Kriegen der 1950er-Jahre. Ihre letzten Einsätze waren 1969 im „Fußballkrieg“ zwischen Honduras und El Salvador.

## Entwicklung

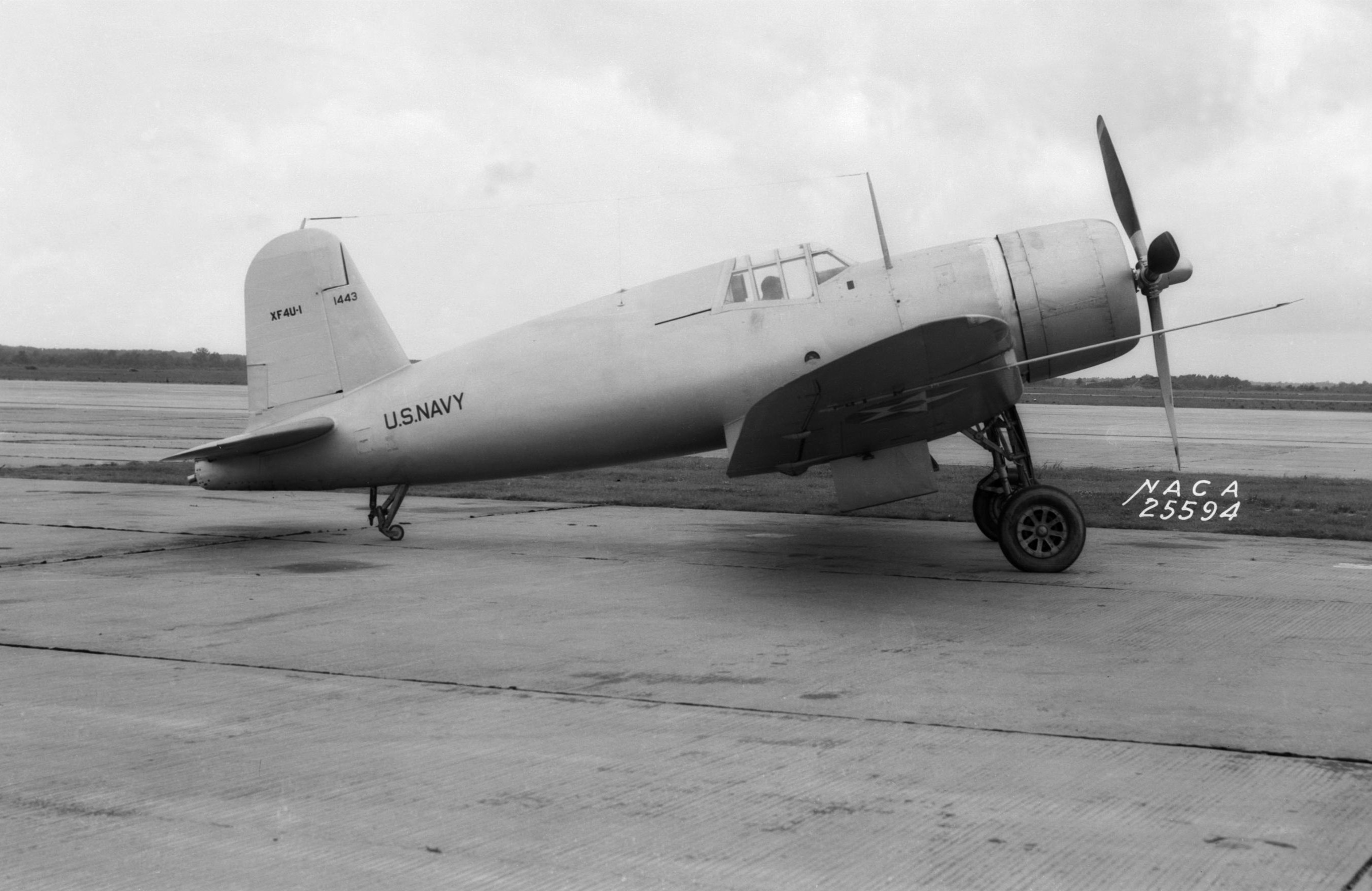
Prototyp XF4U-1 im Jahr 1940

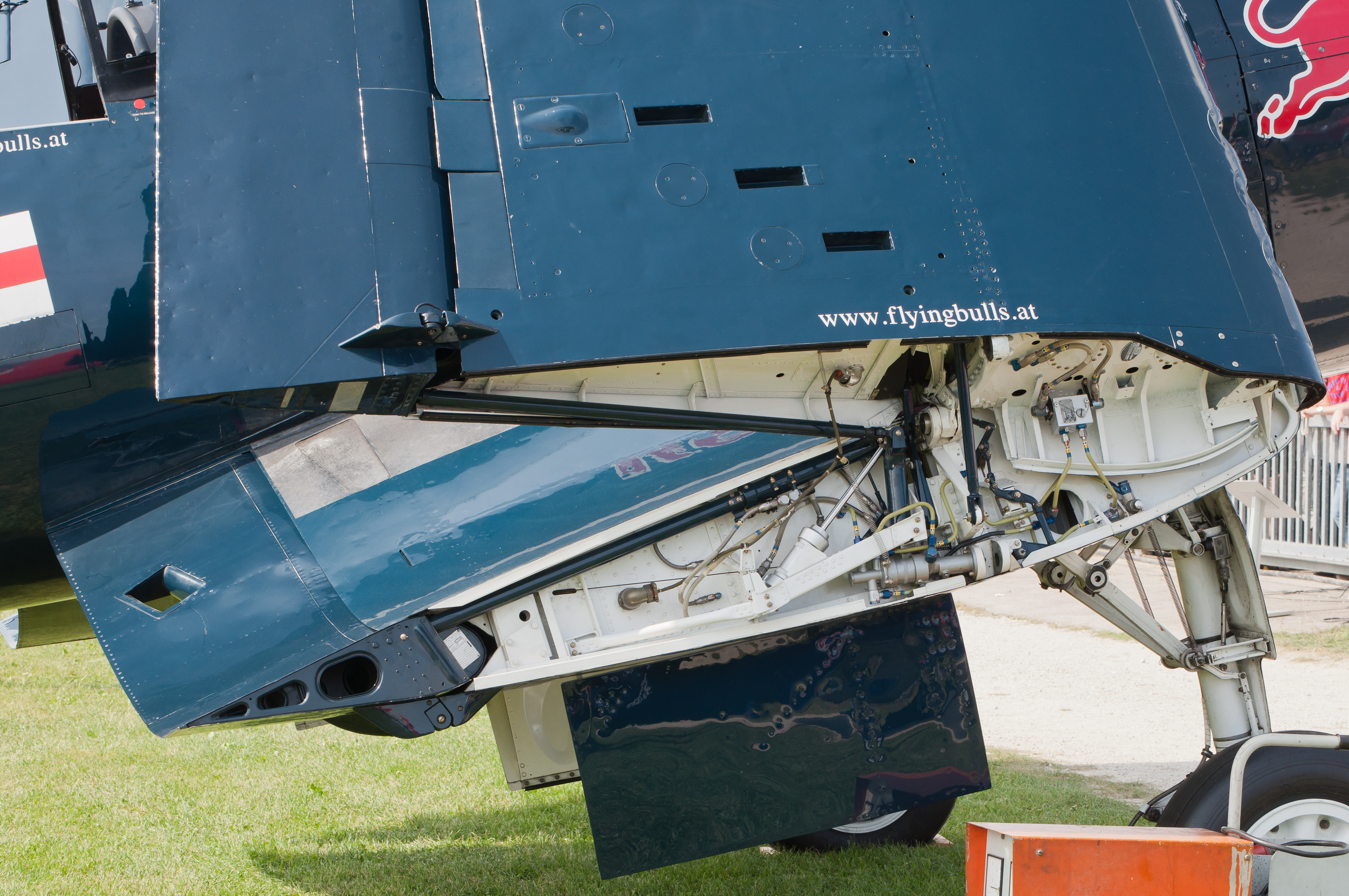
Faltmechanismus an einer Tragfläche der F4U-4

Der Prototyp der F4U wurde 1938 entworfen. Die primären Entwicklungsziele der F4U waren minimaler Luftwiderstand und maximale Geschwindigkeit. Dazu wurde der stärkste verfügbare Motor – der 18-Zylinder-Doppelsternmotor Pratt & Whitney R-2800 mit einer Leistung von 1.342 kW (1.824 PS) – in den kleinstmöglichen Rumpf eingebaut. Um die Leistung des Motors in Geschwindigkeit umzusetzen, war ein Propeller mit vier Metern Durchmesser erforderlich, der die Verwendung eines konventionellen Fahrwerks erschwerte, da damit ohne weitere Änderung der für den großen Propeller nötige Abstand der Propellerspitzen vom Boden nicht zu erreichen war. Voughts Chefingenieur Rex B. Beisel versah deshalb die Maschine mit einem invertierten Knickflügel, durch den die F4U ihr charakteristisches Aussehen erhielt. Dadurch wurde der nötige Abstand zum Boden erreicht, ohne das Fahrwerk verlängern zu müssen.
Der erste Prototyp des von Vought als V-166B bezeichneten Entwurfs wurde im Juni 1938 bestellt. Der Erstflug der XF4U-1 fand am 29. Mai 1940 statt. Am 1. Oktober 1940 erreichte sie im Geradeausflug eine Geschwindigkeit von 648 km/h (405 mph). Mitte 1941 bestellte die U.S. Navy mehrere hundert Maschinen, die jedoch einige Modifikationen aufweisen sollten. So bekam die F4U in der Serienproduktion noch selbstabdichtende Treibstofftanks und anstelle des R-2800-X-2 wurde der R-2800-8 eingesetzt, der eine um 149 kW (203 PS) höhere Leistung aufwies. Außerdem wurde das Cockpit um 91 cm nach hinten verlegt. Die erste Serienmaschine startete am 25. Juni 1942 zum Jungfernflug und einen Monat später wurden die ersten Maschinen ausgeliefert.
Die Trägererprobung, zuletzt im September 1942 auf der Sangamon, förderte Mängel wie schwierige Landeeigenschaften und ungenügende Sicht nach vorn zu Tage. Die Navy setzte die Maschinen bis zur Verfügbarkeit der verbesserten und ab April 1943 ausgelieferten F4U-1A nicht auf den Flugzeugträgern ein. Bei den neuen Maschinen wurde das Cockpit angehoben und eine neue Rundumsichthaube eingeführt. Die Corsair wurde bei Vought-Sikorsky in Stratford (Connecticut), ab 1948 auch bei Chance Vought Aircraft im neuen Werk in Grand Prairie (Texas) in der Nähe von Dallas, sowie (als F3A) auch bei Brewster auf Long Island und als FG-1 bei Goodyear in Akron (Ohio) gebaut.

## Einsatz

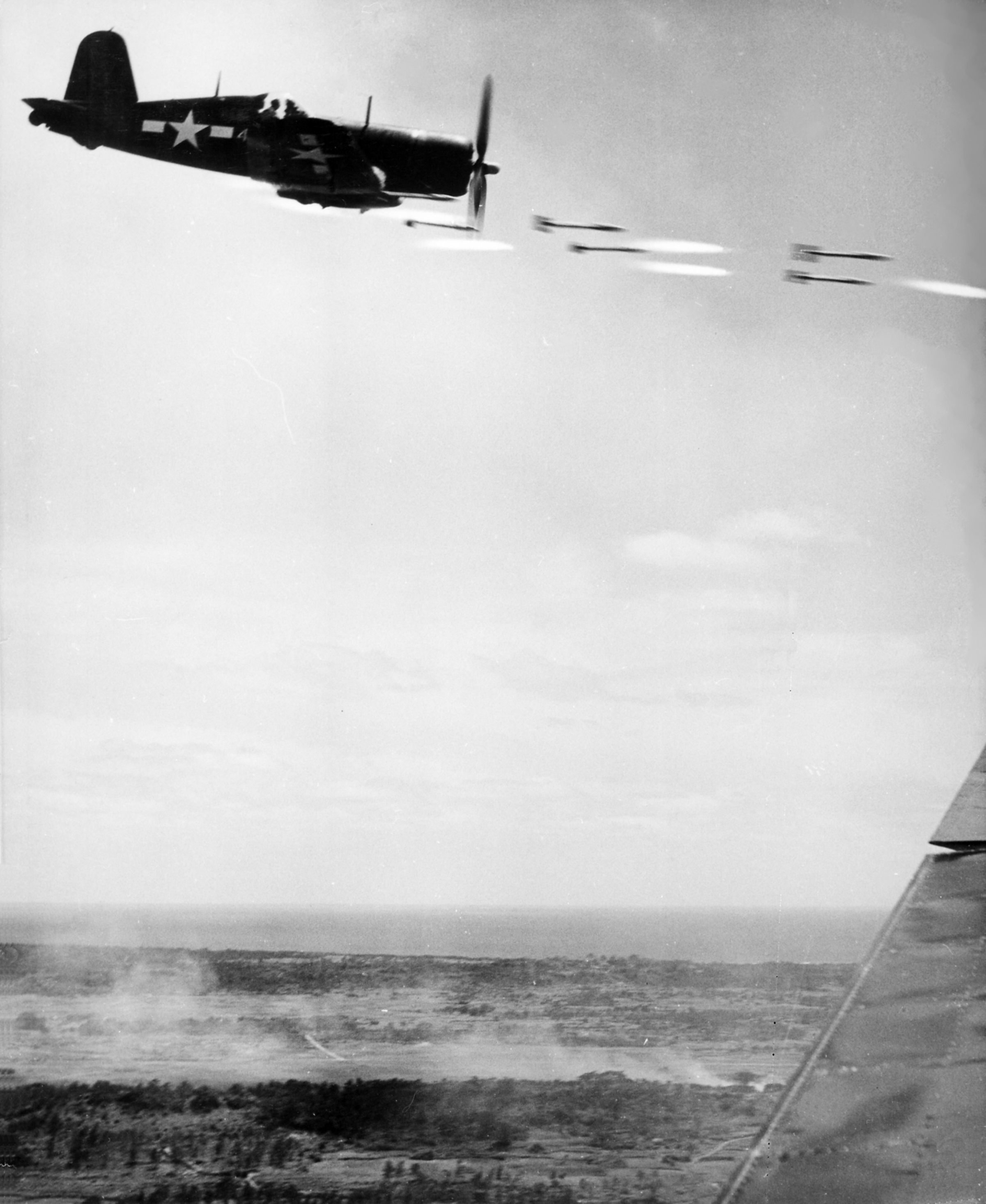
F4U-1D beim Abfeuern von Raketen auf eine Stellung der japanischen Armee auf Okinawa

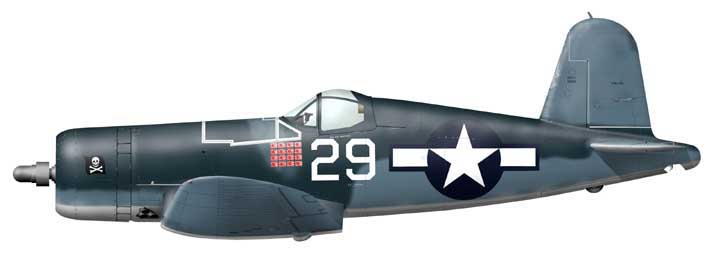
F4U-1A der U.S. Navy Fighting Squadron VF-17 „Jolly Rogers“, geflogen von Lieutenant (jg) Ira „Ike“ Kepford, Bougainville im März 1944

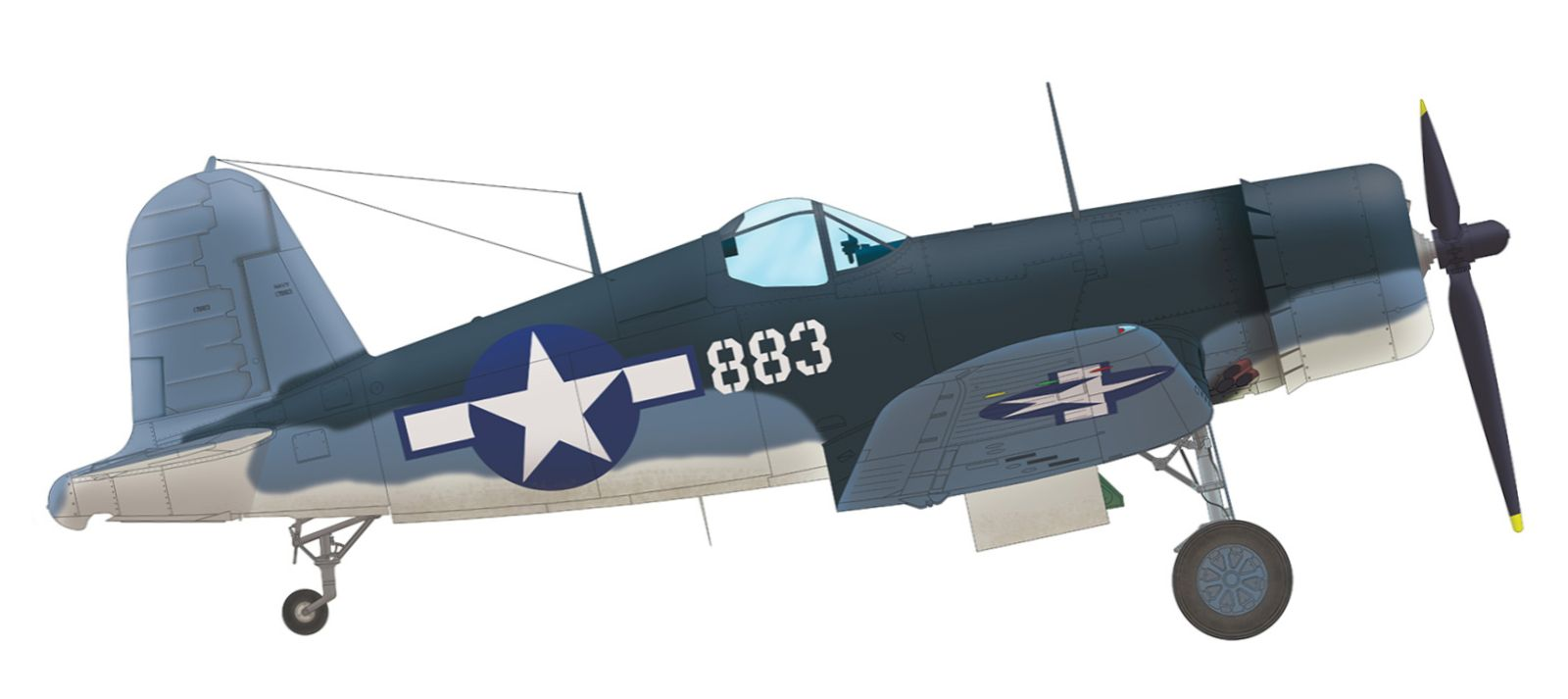
Vought F4U-1A Corsair, BuNo 17883, Gregory „Pappy“ Boyington, CO der VMF-214, Vella Lavella, Jahresende 1943

### Zweiter Weltkrieg
Die ersten Kampfeinsätze von Corsairs wurden Anfang 1943 sehr erfolgreich von Marineflieger-Geschwadern des United States Marine Corps im Rahmen der Schlacht um Guadalcanal durchgeführt. Die Maschine war aufgrund ihrer erstaunlichen Beschleunigung und Geschwindigkeit bei den Piloten der Cactus Air Force beliebt. Der Einsatz auf Flugzeugträgern wurde anfänglich verworfen, da auf Grund des großen Rumpftanks zwischen Motor und Cockpit der Pilot einen vier Meter langen Vorderrumpf vor sich hatte, der die Sicht beim Landeanflug stark einschränkte. Nach einer Erhöhung von Pilotensitz und Haube um 16 Zentimeter wurde die F4U auch auf den Flugzeugträgern der Royal Navy (ab Herbst 1943) und der US Navy (ab Sommer 1944) eingeführt. Nach wie vor war es jedoch nicht ungefährlich, die F4U auf einem Flugzeugträger zu nutzen. Das hohe Drehmoment des Motors wurde für unerfahrene Piloten besonders beim Start zum Problem, denn das Flugzeug rollte viel schneller nach links als nach rechts, im Extremfall schlug das Flugzeug auf den Rücken um. Zusätzliche Schwierigkeiten verursachte der großdimensionierte Propeller aufgrund des gyroskopischen Effekts (siehe auch Präzession). Bei der Landung neigte die Maschine zu schwer kontrollierbaren Sprüngen und Richtungsänderungen auf dem Deck. 
Die F4U bekam schnell Spitznamen wie „Ensign Killer“, „Ensign Eliminator“ oder auch „Ensign Burner“ (dt. „Leutnant-Mörder“). Erfahrene Piloten äußerten, die Maschine sei nicht schwieriger zu fliegen als vergleichbare Flugzeuge. Abgesehen von diesen Schwierigkeiten war die Corsair in ihrer Gesamtleistung stärker als fast alle vergleichbaren japanischen Jäger. Verglichen mit dem modernen japanischen Abfangjäger J2M Raiden war die Corsair F4U-1 um 60 km/h schneller und hatte eine um 650 km höhere Reichweite. Die Nakajima Ki-84 der japanischen Heeresluftwaffe war allerdings ein ernstzunehmender Gegner, weil sie in niedrigen und mittleren Höhen der F4U deutlich überlegen war, was Steigleistung, Wendigkeit und Geschwindigkeit anging. Zudem war sie schwerer bewaffnet.
Allein im Pazifik konnten mit der Maschine in Luftkämpfen 2140 japanische Flugzeuge bei 189 eigenen Verlusten abgeschossen werden. Auch als Jagdbomber gegen Bodenziele wurde die Maschine sehr erfolgreich eingesetzt.

### Koreakrieg
Nach dem Zweiten Weltkrieg wurde die Maschine weiterentwickelt – zwischen 1947 und 1948 folgte die F4U-5 als Jäger und die F4U-5N als Nachtjäger mit Radargerät, im Koreakrieg stützten sich die US Navy und US Marines hauptsächlich auf die verschiedenen Corsair-Versionen. So übernahmen in den ersten zehn Monaten des Krieges die Corsair 82 % aller taktischen Unterstützungseinsätze der U.S. Navy und des Marine Corps. Während die F4U-5 als Jagdbomber zum Einsatz kam, übernahmen die F4U-5N die nächtlichen Angriffe gegen Nachschublinien. Sie kämpften auch gegen die nächtlichen Störangriffe der nordkoreanischen Luftwaffe mit alten Po-2- oder Jak-18-Flugzeugen. Am 10. September 1952 gelang es einer F4U-4B, einen MiG-15-Jet abzuschießen. Eine kleine Zahl von F4U-5P mit Kameras wurde zur Aufklärung eingesetzt. Da die US Marines in Korea dringend ein Erdkampfflugzeug brauchten, entwickelte Vought die F4U-6, kurze Zeit später wurde sie in AU-1 umbenannt. Diese spezielle Version erhielt eine verstärkte und erweiterte Panzerung und konnte nun an insgesamt 13 Außenlastenstationen unterschiedliche Waffen wie Sprengbomben, Napalmbehälter oder ungelenkte 70-mm-, 127-mm- und 292-mm-Raketen tragen. Von der F4U-5 wurden insgesamt 223 Exemplare gebaut; die F4U-5N kam auf 214 Stück und die AU-1 auf insgesamt 111 gebaute Maschinen. In diesem Krieg gingen 312 Corsair verloren.

### Weitere Verwendung
Als letzter Kunde orderte die französische Marineluftwaffe später noch als trägergestütztes Mehrzweckflugzeug 94 Maschinen des Typs F4U-7, die bis Ende 1952 gebaut wurden und in Indochina, Algerien und der Suez-Krise zum Einsatz kamen. Nach der Ausmusterung durch die USA im Dezember 1955 (die Maschine verblieb noch zwei Jahre im Reservestatus) und später auch in Frankreich wurden zahlreiche Maschinen von kleineren Luftwaffen erworben. Unter anderem wurde die F4U noch 1969 im Fußballkrieg zwischen Honduras und El Salvador auf beiden Seiten eingesetzt.

## Nutzer
Argentinien
1956/57 beschaffte die argentinische Marine im Rahmen eines militärischen Hilfsprogramms 26 ehemalige US-Navy-F4U-5 und -5NL. Die Maschinen wurden nur für Patrouille-Zwecke eingesetzt.
 Frankreich
Die französische Aéronavale setzte in den Konflikten in Indochina, Algerien und Suez die F4U-7- und AU-1-Varianten zur Luftnahunterstützung ein. Die Ausmusterung erfolgte 1964.
 El Salvador
Die Fuerza Aérea Salvadoreña besaß zwischen 1957 und 1976 20 FG-1D und 5 F4U. Diese wurden unter anderem im Konflikt mit Honduras eingesetzt und führten dabei zum ersten und einzigen Mal Luftkämpfe mit anderen Corsairs.
 Honduras
Von 1956 bis 1979 nutzte die Fuerza Aérea Hondureña 9 F4U-4 und 10 F4U-5N/-5NL/-5P aus ehemaligen US-Beständen.
 Neuseeland
Im März 1944 erhielt die Royal New Zealand Air Force die ersten 30 ihrer insgesamt 424 genutzten Corsairs. Im Verlauf des Zweiten Weltkriegs unterhielt die RNZAF 237 F4U-1 und 127 F4U-1D, die nach Kriegsende um weitere 60 FG-1D ergänzt wurden. Einhergehend mit dem Abzug der BCOF aus Japan wurden die letzten verbleibenden Maschinen im Oktober 1948 ausgemustert.
 Vereinigtes Königreich
Royal Navy
 Vereinigte Staaten
US Navy
US Marines

## Technische Daten der einzelnen Versionen

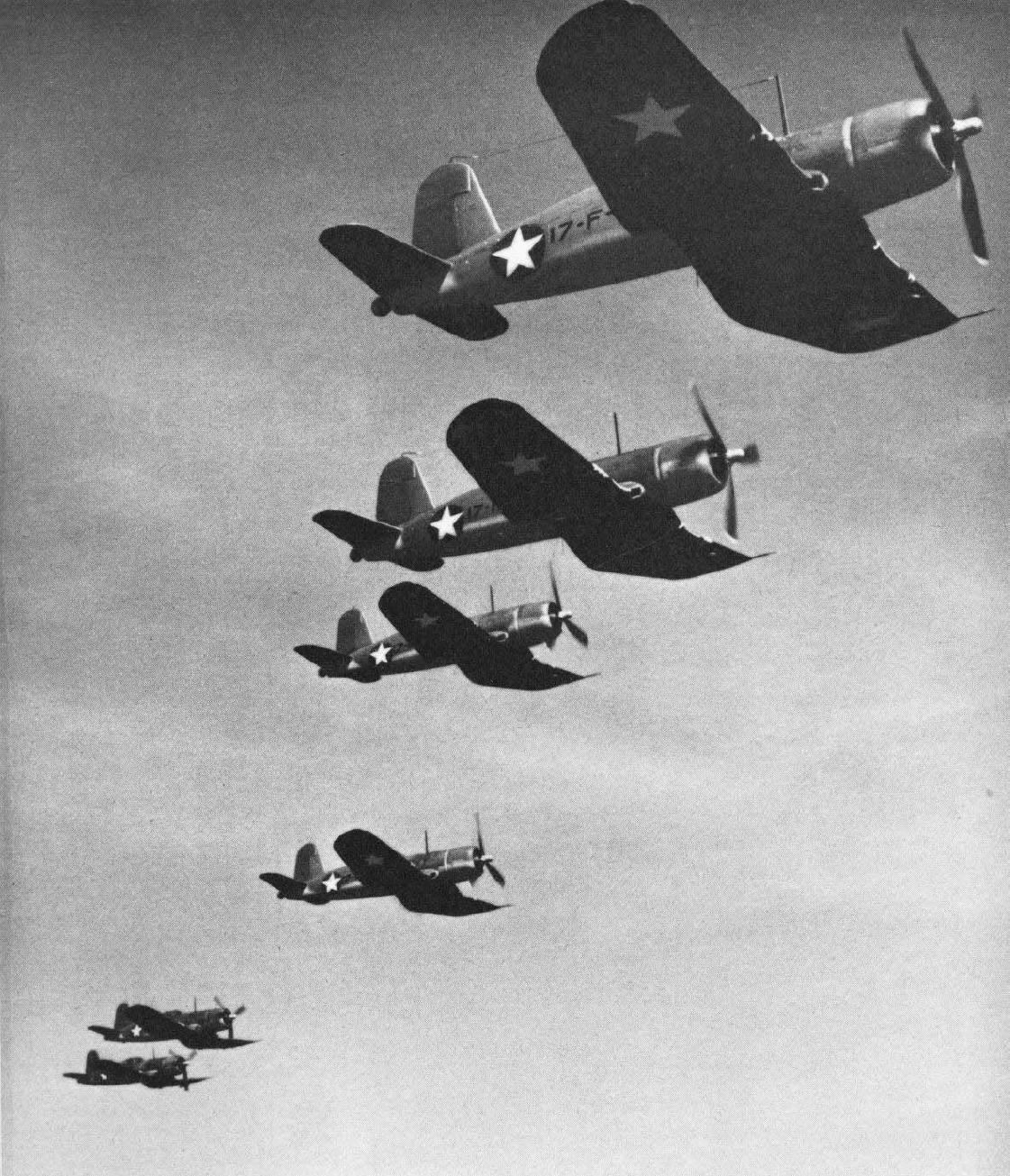
F4U-1 der Staffel VF-17 1943

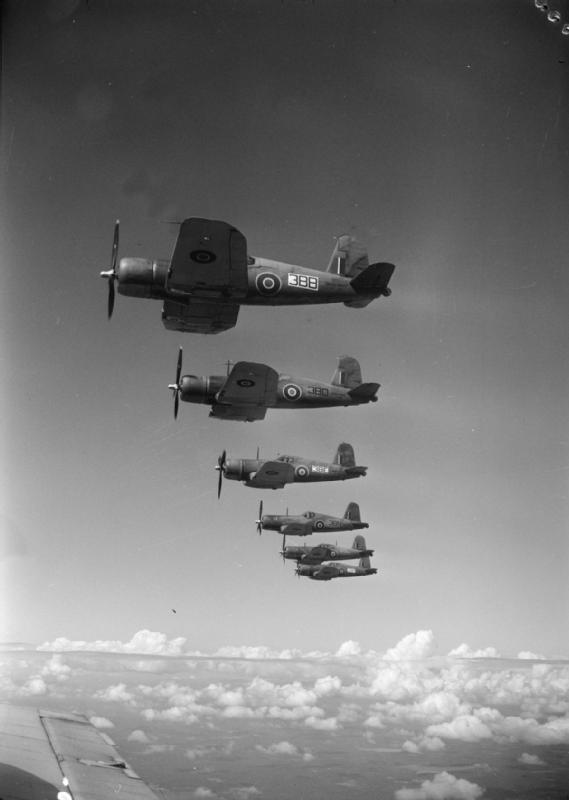
Corsair Mk.I der Royal Navy

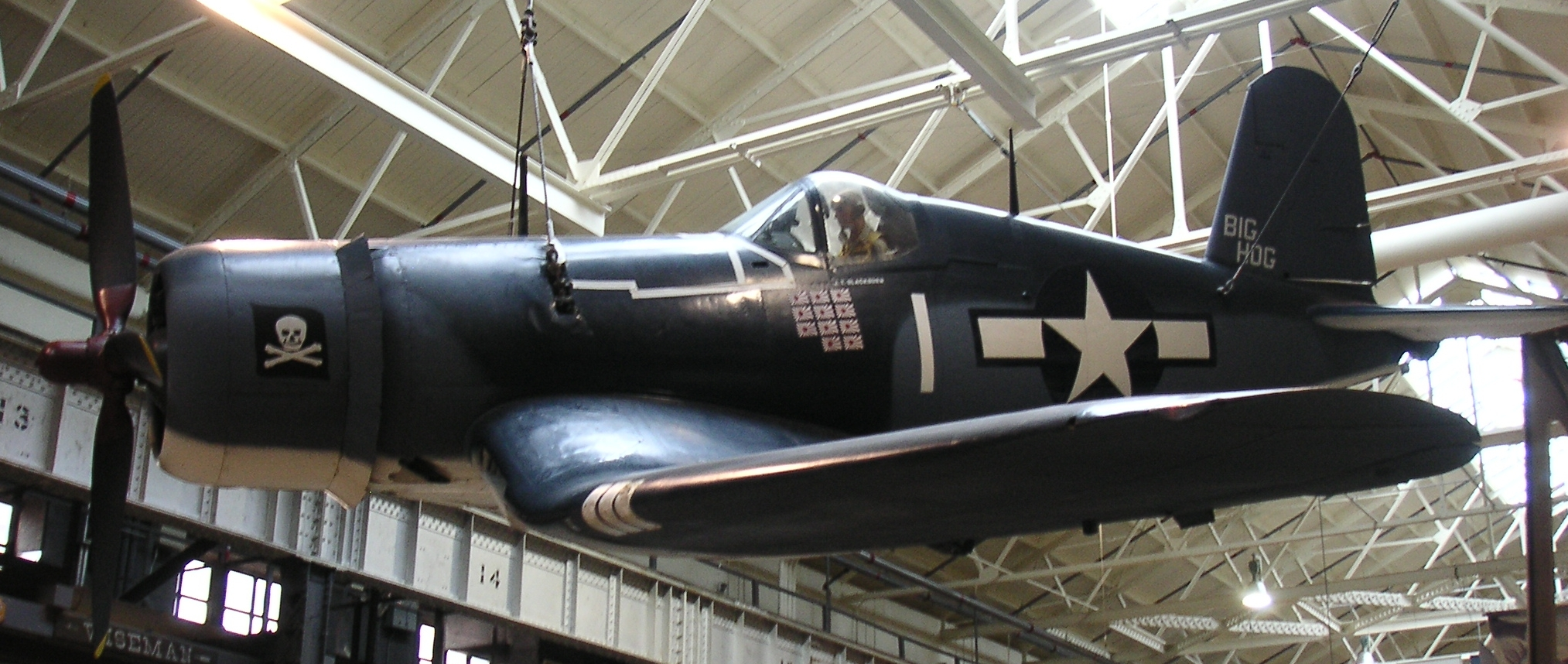
Goodyear FG-1D im U.S. Navy Museum

Die Maschinen vom Typ F4U-1 waren mit 671 km/h Höchstgeschwindigkeit und ihren sechs 12,7-mm-Maschinengewehren (alternativ vier 20-mm-Kanonen, dann F4U-1C) bei den Japanern gefürchtet.
Unter dem Rumpf konnte die F4U bis zu drei Bomben oder einen Torpedo tragen (ab der D-Version), zusätzlich waren bis zu acht Raketen (AU-1 zehn Raketen) unter den Tragflächen möglich. Von allen F4U-1-Varianten wurden 4699 Exemplare von Vought gebaut. 688 F4U-1 hatten einen niedrigen Pilotensitz mit stark verstrebter Kanzel. Britische Bezeichnung: Corsair Mk.I.
Alle Leistungsdaten beziehen sich auf Meeresspiegelhöhe und Standardatmosphäre.

### F4U-1
Erste Hauptserienversion.
- Gewicht: leer 4025 kg, normal beladen 5388 kg, maximal 6280 kg
- Länge/Spannweite/Höhe: 9,99 m / 12,49 m / 4,58 m
- Flügelfläche: 29,17 m²
- Antrieb: Ein 18-Zylinder-Doppelsternmotor Pratt & Whitney-R-2800-8 mit einer Startleistung von 1470 kW (2000 PS) und einer Dauerleistung von 1231 kW (1675 PS) in 6858 m Höhe
  - Dreiblatt-Propeller mit 4,04 m Durchmesser
- Treibstoffvorrat: 1366 l sowie ein abwerfbarer Zusatztank mit 662 l Fassungsvermögen
- Leistung bei Standardbeladung:
  - maximale Reichweite: 1722 km
  - maximale Reichweite mit maximaler Betankung und Zusatztank: 2792 km
 (in 1500 m Flughöhe bei 285 km/h Marschgeschwindigkeit)
  - Höchstgeschwindigkeit: 671 km/h
(in 6600 m Höhe)
  - Steigfähigkeit: von 0 m auf 3000 m in 5 Minuten
  - Dienstgipfelhöhe: 11.310 m
- Bewaffnung:
  - 6 × 12,7-mm-MG Browning M2
  - Munition: 400 Patronen für die vier inneren MG und 375 Patronen für die zwei äußeren MG
  - bis zu 1800 kg Bombenzuladung

#### F4U-1A
F4U-1 mit erhöhtem Pilotensitz und neuer Kanzel. Zusätzlich wurden ein 897-Liter-Tank vor dem Cockpit und je ein 235 Liter fassender Tank in den Tragflächen eingebaut. Dadurch stieg die Reichweite bei Standardbewaffnung auf 2425 Kilometer. 2066 Stück gebaut.
- Spätere Nachrüstung vieler F4U-1A mit R-2800-8W mit Wasser-/Alkoholeinspritzung.
- Viele F4U-1A für das United States Marine Corps wurden mit nicht faltbaren Tragflächen und ohne Fanghaken ausgeliefert.
- Goodyear stellte weitere 1704 FG-1 und FG-1A her, Brewster 738 F3A-1/F3A-1D (Corsair Mk.IV).

#### F4U-1B
- Bezeichnung für F4U-1A der Royal Navy mit verkürzter Spannweite, um in die Hangars britischer Träger zu passen. Britische Bezeichnung: Corsair Mk.II.

#### F4U-1C

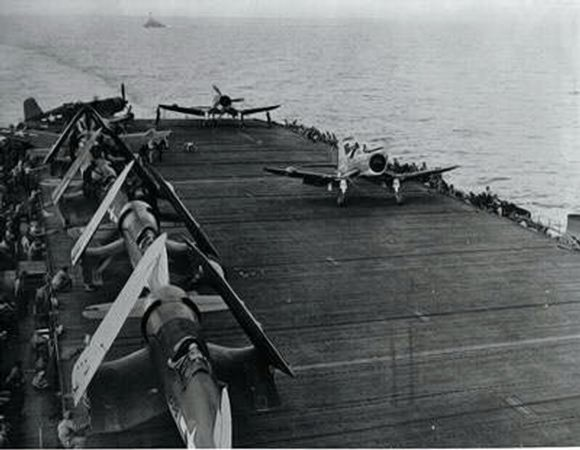
Nachtjäger F4U-2 im Juli 1945

- 200 Flugzeuge mit vier 20-mm-Kanonen AN/M2 (anstatt der sechs 12,7-mm-MG).

#### F4U-1D
- serienmäßiger Einbau des P&W R-2800-8W mit Wasser-Alkohol-Einspritzung, wodurch die Höchstgeschwindigkeit auf 684 km/h stieg. Entfernung der 235-Liter-Tragflächentanks.
- Startvorrichtungen für acht Raketen unter den Tragflächen, Ausrüstung mit zwei Unterflügelstationen für Zusatztanks oder 407-kg-Bomben.
- Goodyear lieferte weitere 2303 FG-1D (Corsair Mk.III).
- Erneut höherer Pilotensitz und neue geblasene Kanzel.

#### F4U-1P
- Umbau einiger F4U-1 zu Fotoaufklärern.

### F4U-2

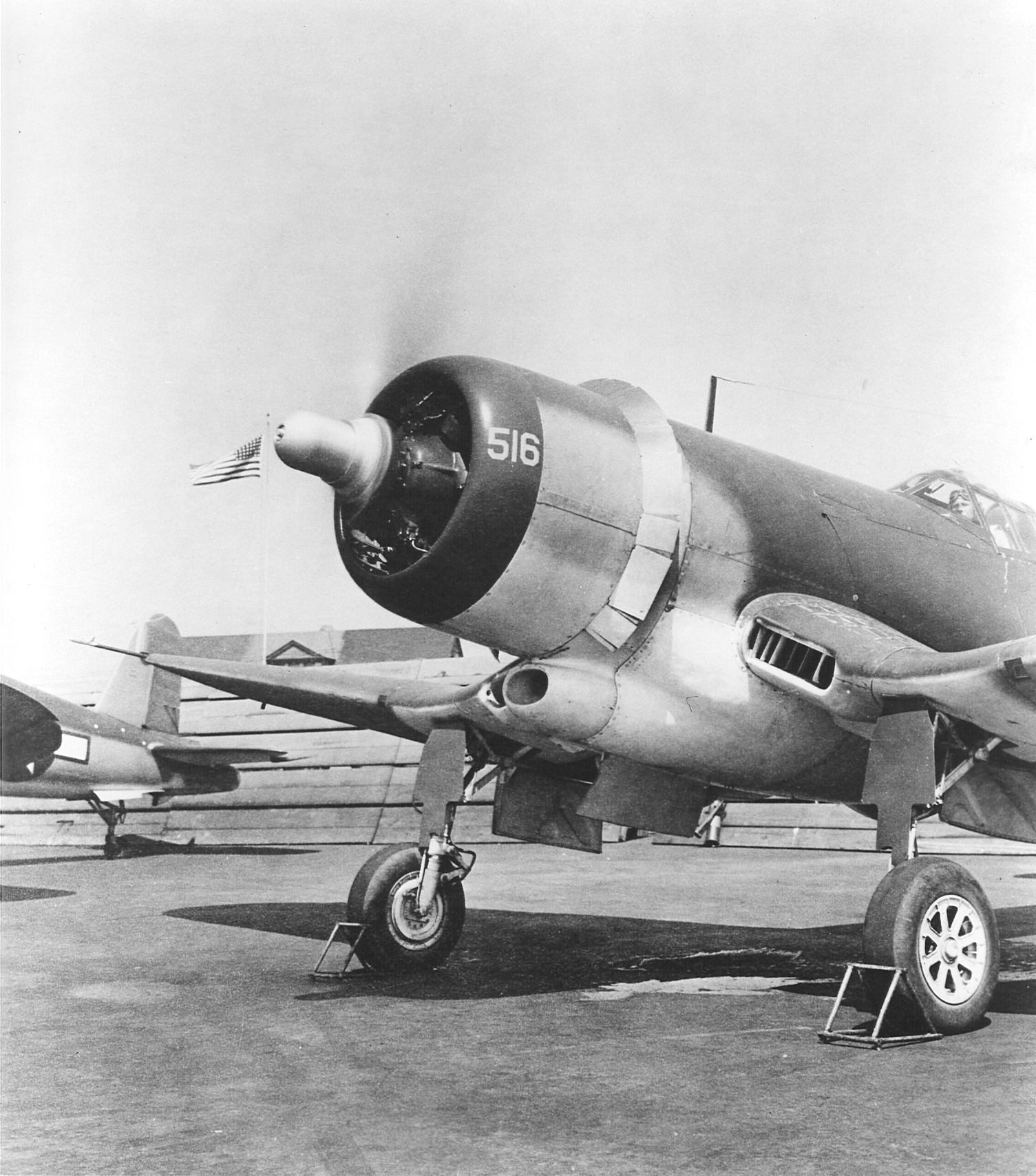
XF4U-3 mit Höhen-Turbolader

- Umbau von 32 F4U-1 zu Nachtjägern mit Radar, erste von Flugzeugträgern aus eingesetzte Variante, 1944 von der Staffel VF(N)-101 auf den Trägern Enterprise und Intrepid eingesetzt, von VF(N)-75 im Südwestpazifik.
- Bewaffnung wegen des Radars an der rechten Flügelvorderkante auf fünf Browning M2 reduziert
- Flammendämpfer für das Abgassystem

### XF4U-3
- Drei F4U-1 mit R-2800-14- und -16-Motor mit Höhen-Turbolader (2028 PS in 7620 m Flughöhe), flogen 1946, eine als FG-3 von Goodyear gebaut.
- Höchstgeschwindigkeit: 663 km/h in 9144 m Flughöhe
- max. Flughöhe: 11704 m
- max. Startgewicht: 5962 kg

### F4U-4

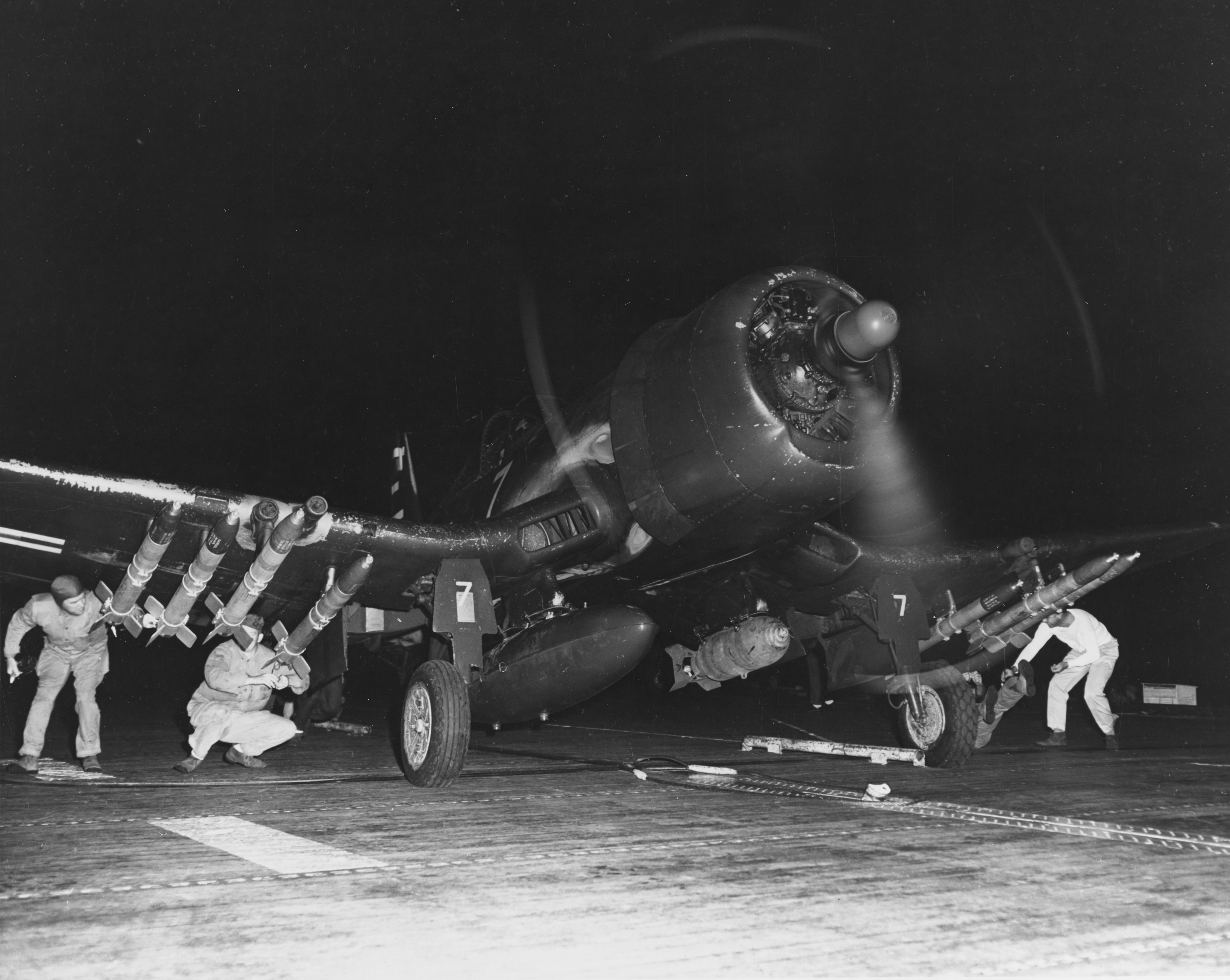
F4U-4B auf der USS Sicily 1950

Die F4U-4 war die zweite Hauptserienversion. Ihr Prototyp startete im April 1944 zum Erstflug und die ersten Exemplare wurden Ende Oktober 1944 an die US-Marine ausgeliefert. Gegenüber der ersten Serienversion wurden ein durch Wassereinspritzung leistungsgesteigerter Motor, ein neuer Vergaser und eine neue Luftschraube eingesetzt. Insgesamt wurden bis 1947 2357 F4U-4 aller Versionen gebaut.
- Länge: 10,26 m
- Spannweite: 12,48 m
- ein Doppelsternmotor Pratt & Whitney-R-2800-18W mit 1567 kW (2130 PS)
- max. Startmasse: 6654 kg
- Höchstgeschwindigkeit: 714 km/h (ohne Außenlasten)
- max. Flughöhe: 12.500 m
- Steigleistung: 18,8 m/s
- Bewaffnung: 6 × 12,7-mm-MG, 908 kg Bomben, ungelenkte Raketen

#### F4U-4B
- 297 gebaute F4U-4 mit vier 20-mm-Kanonen AN/M3

#### F4U-4C
- F4U-4 mit vier 20-mm-Kanonen M2

#### F4U-4E und F4U-4N
- Nachtangriffsflugzeug mit Radar

#### F4U-4P
- Sieben Fotoaufklärer

### F4U-5

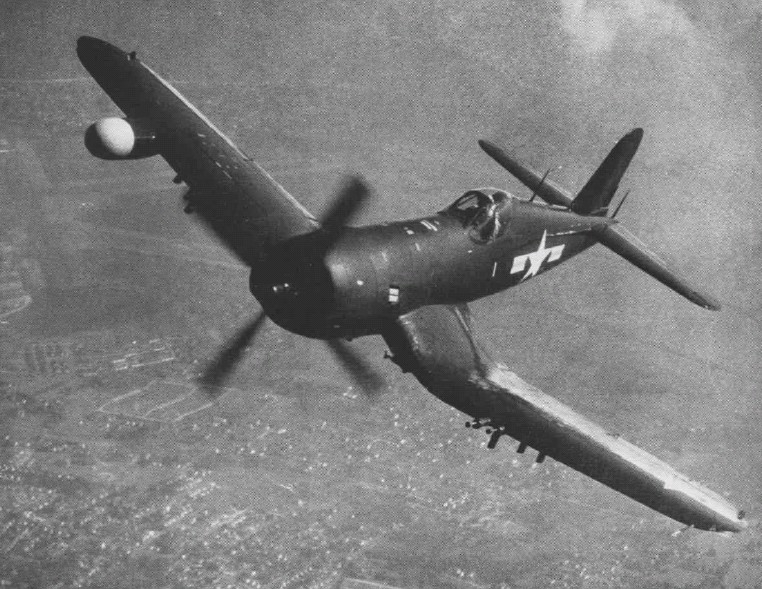
Nachtjäger F4U-5N. Im Behälter am rechten Flügel ist das Radargerät untergebracht.

Die F4U-5 war das erste Nachkriegsmodell der F4U. Die F4U-5 zeichnete sich durch ihr für große Flughöhen optimiertes Triebwerk aus. Die Flugtests des Prototyps begannen am 4. April 1946. Die verschiedenen Versionen wurden bis Oktober 1951 produziert. Insgesamt wurden 223 Stück gebaut.
- ein Doppelsternmotor Pratt & Whitney-R-2800-32W mit 1715 kW (2332 PS) Startleistung, 2058 kW (2798 PS) Kampfleistung (mit Wassereinspritzung)
- Höchstgeschwindigkeit: 756 km/h in 8230 m
- max. Steigleistung: 24,4 m/s
- max. Flughöhe: 12.802 m
- Leergewicht: 4392 kg
- max. Startmasse: 6627 kg
- max. Reichweite: 2466 km (mit Außentanks)
- vier 20-mm-Kanonen M3 (231 Schuss pro Lauf)

#### F4U-5N/NL
- 315 gebaut, Nachtjäger (NL mit Winterausrüstung). Tropfenförmigen Verkleidung in der rechten Tragfläche für ein AN/APS-19-Radar mit 8 km Reichweite.
- Eclipse-Pioneer P 1 Autopilot
- AN/APN-1 Funkhöhenmesser
- APX-2 Transponder (Freund/Feind-Erkennung)

#### F4U-5P
- 30 Fotoaufklärer

### XF4U-6/AU-1

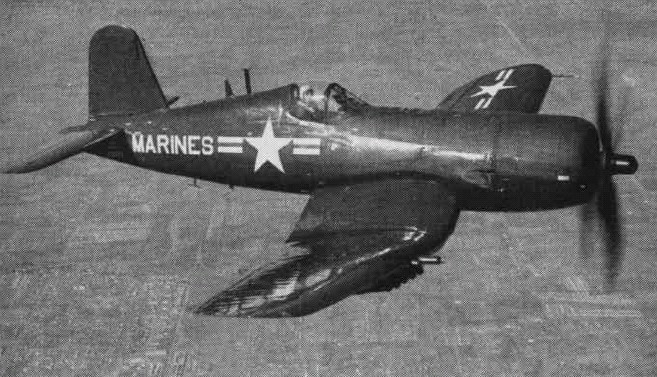
AU-1 des U.S. Marine Corps

Die XF4U-6 war der Prototyp einer zum Jagdbomber für Tiefflugangriffe weiterentwickelten Version. Er war mit einer durch 25 Platten verstärkten Panzerung ausgerüstet und konnte eine größere Waffenlast von bis zu 1814 kg tragen. Trotz einiger negativer Bewertungen durch die Marineeinrichtung NATC wurde die Maschine ab 1952 als AU-1 in Serie gefertigt.
- 111 gebaut
- max. Startmasse: 8799 kg
- Doppelsternmotor Pratt & Whitney-R-2800-83W mit 1715 kW (2330 PS) für niedrige Höhen, Höchstgeschwindigkeit 400 km/h, Reichweite 810 km
- Bodenangriffsvariante mit Unterflügelstationen für bis zu vier 407-kg-Bomben

### F4U-7

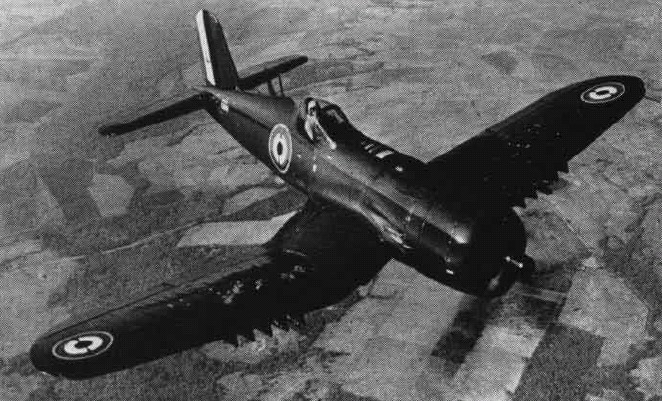
F4U-7 der Aéronavale 1952

Letzte Baureihe der F4U, gebaut bis 2. Juli 1952. 94 Stück gebaut für die französische Marine, von der sie bis 1964 eingesetzt wurden. Dabei wurde die Zelle einer F4U-6(AU-1) mit dem Triebwerk einer F4U-4 kombiniert.
- Doppelsternmotor Pratt & Whitney-R-2800-18W mit 1567 kW (2130 PS)
- Länge: 10,39 m
- Spannweite: 12,48 m
- Höchstgeschwindigkeit: 718 km/h ohne und 683 km/h mit Außenlasten
- max. Flughöhe: 13.000 m
- Einsatzreichweite: 1560 km
- max. Startgewicht: 8799 kg

### F2G

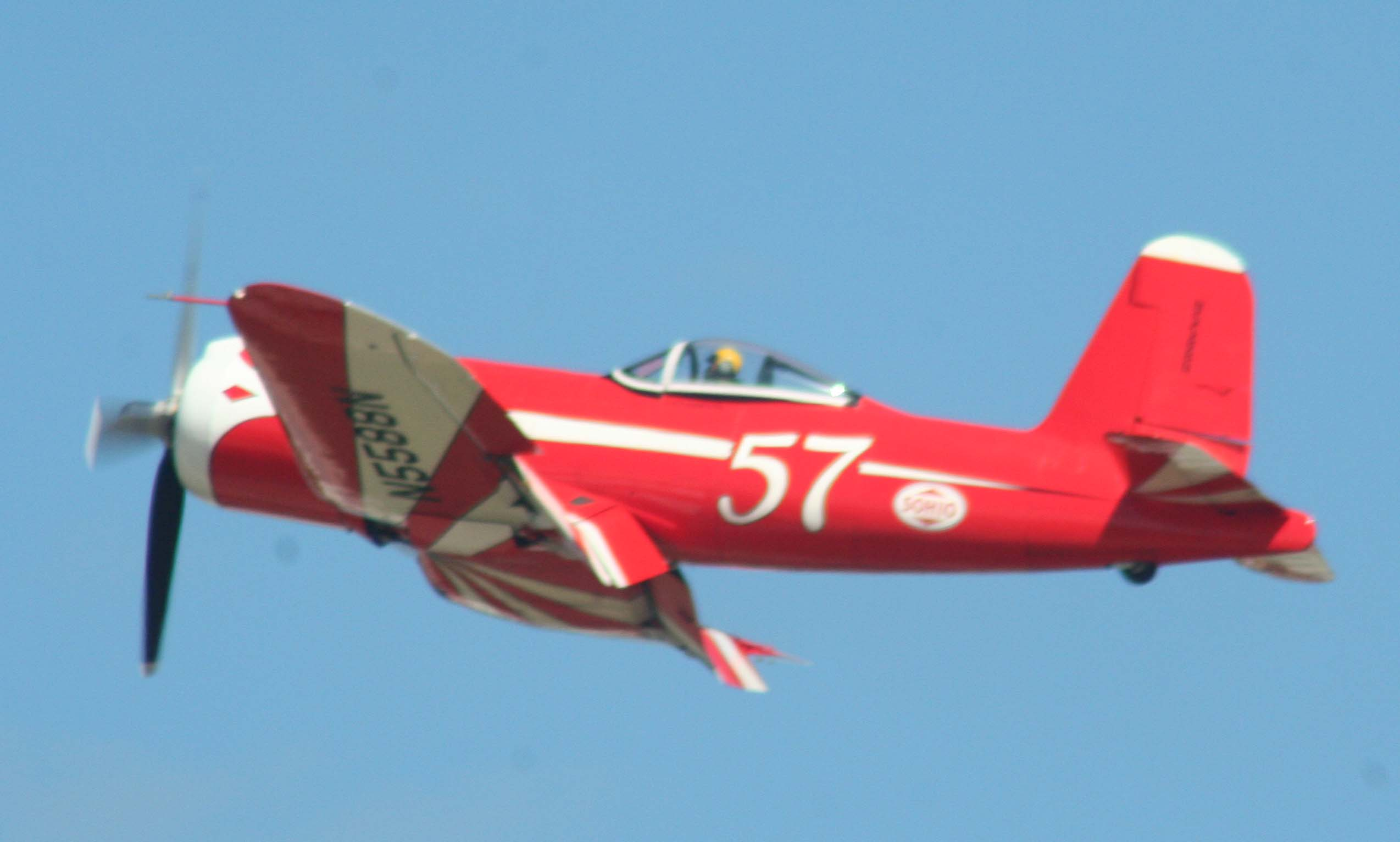
Die einzige noch flugfähige F2G in den Farben als Rennflugzeug

- 28-Zylinder-Vierfachsternmotor Pratt & Whitney R-4360 Wasp Major mit 2206 kW (3000 PS)
- Vollsichtkanzel
- Goodyear baute je fünf F2G-1 (ohne faltbare Tragflächen) und F2G-2 (mit faltbaren Tragflächen)
- Länge: 10,30 m
- Spannweite: 12,50 m
- Höchstgeschwindigkeit: 694 km/h
- max. Flughöhe: 11.800 m
- Reichweite: 3146 km mit Zusatztanks
- max. Startgewicht: 6995 kg

## Produktion
Abnahme der Corsair durch die US Navy: 
| Hersteller                 | Version    | 1940 | 1941 | 1942 | 1943  | 1944  | 1945  | 1946 | 1947 | 1948 | 1949 | 1950 | 1951 | 1952 | 1953 | SUMME  |
| -------------------------- | ---------- | ---- | ---- | ---- | ----- | ----- | ----- | ---- | ---- | ---- | ---- | ---- | ---- | ---- | ---- | ------ |
| Vought-Sikorsky, Stratford | XF4U-1     | 1    |      |      |       |       |       |      |      |      |      |      |      |      |      | 1      |
| Vought, Stratford          | F4U-1      |      |      | 178  | 1.780 | 2.668 | 73    |      |      |      |      |      |      |      |      | 4.699  |
| Vought, Stratford          | XF4U-4     |      |      |      |       | 5     |       |      |      |      |      |      |      |      |      | 5      |
| Vought, Stratford          | F4U-4      |      |      |      |       |       | 1.973 | 246  | 132  |      |      |      |      |      |      | 2.351  |
| (Chance-)Vought, Stratford | F4U-5      |      |      |      |       |       |       |      | 71   | 256  | 61   | 107  | 73   |      |      | 568    |
| Chance-Vought, Stratford   | F4U-7 MDAP |      |      |      |       |       |       |      |      |      |      |      |      | 79   | 15   | 94     |
| Brewster, Johnsville       | F3A-1      |      |      |      | 136   | 599   |       |      |      |      |      |      |      |      |      | 735    |
| Goodyear, Akron            | FG-1       |      |      |      | 377   | 1.327 |       |      |      |      |      |      |      |      |      | 1.704  |
| Goodyear, Akron            | FG-1D      |      |      |      |       | 781   | 1.522 |      |      |      |      |      |      |      |      | 2.303  |
| Goodyear, Akron            | F2G-1      |      |      |      |       |       | 5     |      |      |      |      |      |      |      |      | 5      |
| Goodyear, Akron            | F2G-2      |      |      |      |       |       | 2     | 2    | 1    |      |      |      |      |      |      | 5      |
| Chance-Vought, Stratford   | AU-1       |      |      |      |       |       |       |      |      |      |      |      |      | 111  |      | 111    |
| SUMME                      |            | 1    | 0    | 178  | 2.293 | 5.380 | 3.575 | 248  | 204  | 256  | 61   | 107  | 73   | 190  | 15   | 12.581 |

## Trivia

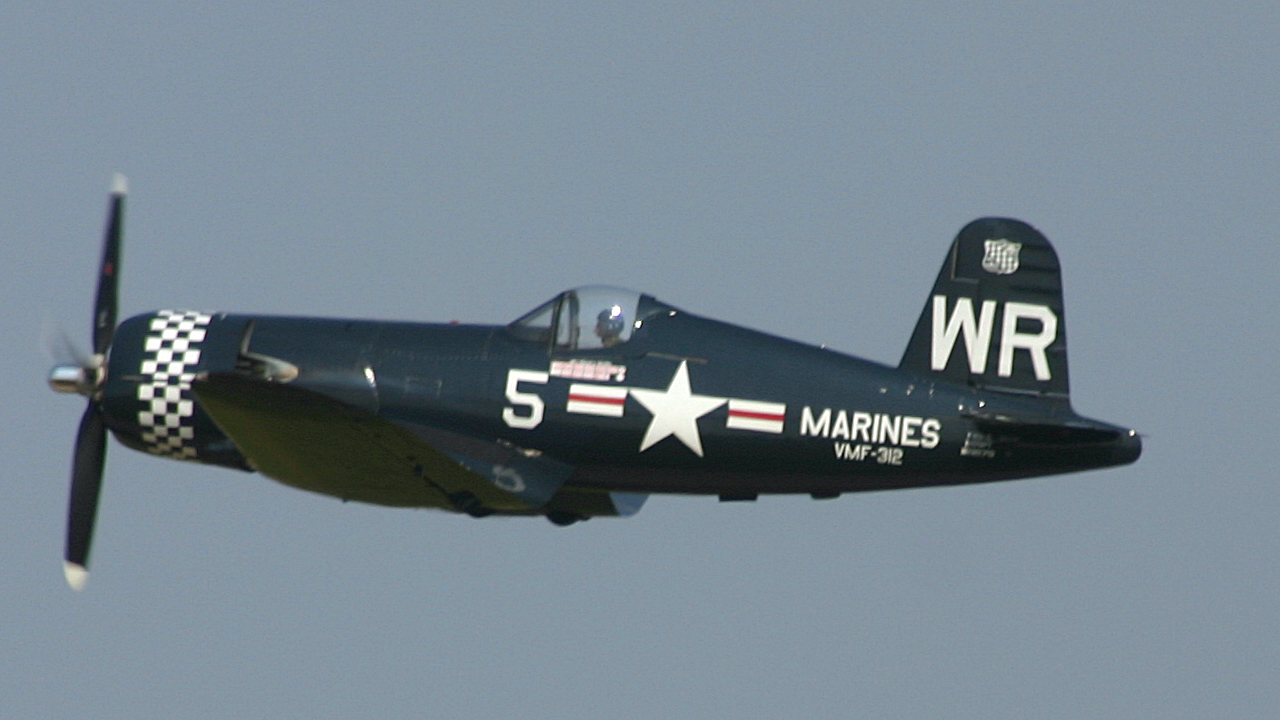
F4U Warbird

Wegen ihres im Anflug typisch pfeifenden Fluggeräusches, das die Kühler verursachten, wurden sie als “Whistling Death” (deutsch: „pfeifender Tod“) bezeichnet. Die Bezeichnung “Whispering Death” (deutsch: „flüsternder Tod“), der auch oft der F4U zugeschrieben wird, bezieht sich aber auf die Bristol Beaufighter.
In der US-amerikanischen Fernsehserie Pazifikgeschwader 214 über die Marines-Staffel 214, genannt „die schwarzen Schafe“, wurden sechs F4U Corsair eingesetzt.